# إنتاج للاستخدام
الإنتاج للاستخدام عبارة تشير إلى مبدأ التنظيم الاقتصادي والإنتاج، وهو ما يعتبر معيارًا محددًا للاقتصاد الاشتراكي. يؤخد هذا المبدأ على أنه نقيضُ الإنتاج من أجل الربح. يستخدم هذا المعيار لتمييز الاشتراكية عن الرأسمالية، وهو إحدى الخصائص الأساسية المحددة للاشتراكية التي تشارك بها في البداية الاشتراكيون الماركسيون والاشتراكيون التطوريون والأناركيون والاشتراكيون المسيحيون.

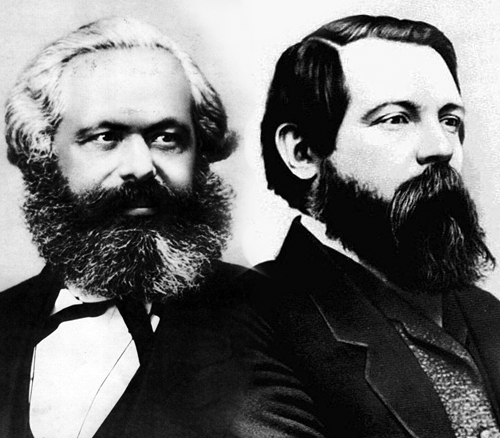

هذا المبدأ واسع ويمكن أن يشير إلى مجموعة من التكوينات المختلفة التي تختلف بحسب النظرية الاقتصادية الأساسية المستخدمة. في تعريفه الكلاسيكي، يعني الإنتاج للاستخدام نظامًا اقتصاديًا لا يوجه فيه قانون القيمة وقانون تراكم رأس المال النشاط الاقتصادي، فيُستخدم المقياس المباشر للمنفعة والقيمة بدل نظام الأسعار والمال ورأس المال. تنطوي المفاهيم البديلة للاشتراكية التي لا تستخدم نظام الربح مثل نموذج لانج على استخدام نظام الأسعار والحساب النقدي.
إن النقد الأساسي لنظام الأرباح الرأسمالية من قبل الاشتراكيين هو أن تراكم رأس المال («كسب المال») ينفصل بشكل متزايد عن عملية إنتاج القيمة الاقتصادية، ما يؤدي إلى الهدر وإلى عدم الكفاءة، كما يؤدي لبروز مشاكل اجتماعية. في الأساس، إن نظام الأرباح الرأسمالي تشويهٌ للمحاسبة المناسبة على أساس تأكيد قانون القيمة بدل التكاليف «الحقيقية» لعوامل الإنتاج، والتي تُحدَد بموضوعية خارج العلاقات الاجتماعية.

## الشرح
يشير مصطلح الإنتاج للاستخدام إلى ترتيب تُنتج بموجبه السلع والخدمات مسبقًا (مباشرة) لفائدتها (تسمى أيضًا «قيمة الاستخدام»). وهذا يعني أن قيمة الناتج الاقتصادي ستستند إلى قيمة الاستخدام أو قياس المنفعة المباشرة بدل قيمة التبادل، لأن النشاط الاقتصادي سيضطلع به لتلبية الاحتياجات الاقتصادية والاحتياجات البشرية بشكل مباشر، فإن الجهاز الإنتاجي يخدم بشكل مباشر الاحتياجات الفردية والاجتماعية. يتناقض هذا المبدأ مع الإنتاج لتبادل السلعة أو الخدمة المنتجة من أجل الربح، إذ يخضع الإنتاج للتراكم الدائم لرأس المال، وهو شرط لا يتم فيه الإنتاج إلا إذا كان يحقق ربحًا، ما يعني ضمنًا طرق وأساليب غير مباشرة لتلبية الطلب الاقتصادي. نظام الأرباح موجه نحو تحقيق ربح يعاد استثماره في الاقتصاد (تعاد هذه العملية وتكرر دائمًا)، والنتيجة هي أن المجتمع يصبح منظمًا حول الحاجة إلى جمع ومراكمة رأس المال. على النقيض من ذلك، يعني الإنتاج للاستخدام أن تراكم رأس المال ليس قوة دافعة إجبارية في الاقتصاد، وبالتالي، ليس العملية الأساسية التي يدور حولها المجتمع والثقافة. على عكس ما يتمنى منظرو الإنتاج للاستخدام، فإن النمط السائد عالميًا هو الإنتاج من أجل الربح حيث دائمًا يتساوى مبدأ الربح مع مبدأ الإنتاجية (كلما زاد واحد، زاد الآخر).
استخدم بعض المفكرين، بمن فيهم الفيلسوف النمساوي والاقتصادي السياسي أوتو نيورات، عبارة «التنشئة الاجتماعية» للإشارة إلى نفس مفهوم «الإنتاج للاستخدام». في صياغة نيوراث، يشمل «التنشئة الاجتماعية الشاملة» الحساب العيني بدل الحساب المالي، ونظام التخطيط بدل التخصيص القائم على السوق للسلع الاقتصادية. يمكن أن نجد مفاهيم بديلة تكون في شكل اشتراكية السوق.

## استعماله
- أشار كارل ماركس إلى «إنتاج قيم الاستخدام» كسمة لأي نمط اقتصادي للإنتاج، لكنه وصف الرأسمالية بأنها نمط إنتاج يقوض إنتاج قيم الاستخدام لحساب التوسع الذاتي لرأس المال (أي تراكم رأس المال أو الإنتاج من أجل الربح). في المقابل، تعرفه الاشتراكية على أنه نظام يقوم على الإنتاج المباشر لقيمة الاستخدام الخالية من عملية التراكم المستمر لرأس المال.[5]
- استخدم يوجين ف. دبس هذه العبارة بشكل شائع عند الترشح لرئاسة الولايات المتحدة الأمريكية عام 1912، مشيرًا إلى أن الرأسمالية تقوم على الإنتاج من أجل الربح، على عكس الاشتراكية التي تفترض الإنتاج للاستخدام.[6]
- قارن نورمان توماس، وهو مرشح رئاسي في الولايات المتحدة عن الحزب الاشتراكي الأمريكي في الدورات الانتخابية الست منذ عام 1928 حتى عام 1948، الاشتراكية بالرأسمالية بقوله إن الاشتراكية تقوم على الإنتاج للاستخدام وإنهاء نظام الربح.[7]
- عرّف فريدريك هايك الاشتراكية بأنها "الملكية المشتركة لوسائل الإنتاج و«توظيفها للاستخدام وليس للربح»، وبرر صعود دولة الرفاهية من قبل الديمقراطيين الاجتماعيين في أوروبا ما بعد الحرب العالمية الثانية على أنه رفض الاشتراكية على الأقل بجانبها التقني.[8]

## الوصف
يجادل أنصار الاشتراكية بأن الإنتاج من أجل الربح (أي الرأسمالية) لا يلبي دائمًا الاحتياجات الاقتصادية للناس، وخاصة الطبقة العاملة، لأن رأس المال يستثمر فقط في الإنتاج عندما يكون مربحًا. يفشل هذا المبدأ بتلبية الطلب، وهو احتياجات الناس الذين يفتقرون إلى الضروريات الأساسية لكن لا يمتلكون القدرة الشرائية الكافية للحصول على هذه الاحتياجات بطريقة تحقق ربحًا للشركات. ينتج عن ذلك عدد من أوجه القصور: نادرًا ما تُمنح العناصر غير المباعة للأشخاص الذين يحتاجون إليها ولكنهم لا يستطيعون تحمل ثمنها، ولا يُستخدم العمال العاطلين عن العمل لإنتاج مثل هذه الخدمات، وتُنفق الموارد على المهن التي لا تخدم أي غرض آخر سوى دعم مراكمة الأرباح بدل استخدامها لتوفير سلع وخدمات مفيدة. على سبيل المثال، أدت فقاعة الإسكان في الولايات المتحدة إلى الإفراط في إنتاج الوحدات السكنية التي لا يمكن بيعها مقابل ربح، على الرغم من وجود طلب وحاجة كافيين للوحدات السكنية.
كان الإنتاج للاستخدام هو الأسلوب المسيطر تاريخيًا حتى بدأ الاهتمام بمراكمة رأس المال.
لا يعني التخطيط الاقتصادي الإنتاج للاستخدام وليس مرادفًا له. التخطيط ضروري في الإنتاج المعولم الحديث سواء داخل الشركات أو على نطاق الدول. إن التخطيط لزيادة الربحية (أي داخل الصناعات والشركات الخاصة) أو لتحسين كفاءة تراكم رأس المال في الاقتصاد الكلي الرأسمالي (أي السياسة النقدية والسياسة المالية والسياسة الصناعية) لا يغير المعايير الأساسية ويحتاج إلى توليد أرباح يعاد استثمارها في الاقتصاد حتى لا يدخل هذا الأخير في أزمة. هناك نقد حديث للإنتاج من أجل الربح هو أنه فشل بشكل مذهل في معالجة قضايا مثل العوامل الخارجية التي غالبًا ما يتجاهلها مجلس الإدارة وإدارة المؤسسة الربحية إذا كانت تتعارض مع مصالح المساهمين بجني الأرباح مهما كان الثمن.

### نظريات اشتراكية معارضة
رفض بعض الاشتراكيين مفهوم الإنتاج للاستخدام، وكان أنصار اشتراكية السوق، الذين يجادلون بأن الشركات ذات الملكية الاجتماعية يمكن أن تتنافس مع بعضها البعض وتولد الربح في اقتصاد السوق، مع أو دون معالجة قضية توزيع هذا الربح، هم أشد معارضي هذا المفهوم. يجادل الاقتصاديون النيوكلاسيكيون بأنه في ظل ظروف باريتو المثالية، فإن السعي لتحقيق الربح يؤدي إلى إرضاء المطالب الاقتصادية (توفير قيم الاستخدام) وأن اشتراكية السوق ستكون قادرة على تحقيق هذه النتيجة مع الحفاظ على الربحية كمعايير تشغيلية لشركات الاشتراكيين. على وجه الخصوص، يبرر بعض اشتراكيي السوق موقفهم من خلال ادعائهم بأن المجتمع ككل سيسيطر على فائض الإنتاج (الربح الذي تحققه الشركات المملوكة للقطاع العام)، والذي يمكن استخدامه لتمويل استثمارات عامة مستقبلية بدلًا من مراكمته بأيدي الرأسماليين والمساهمين.
يرفض العديد من الاشتراكيين الديمقراطيين حاليًا هذا المفهوم تمامًا ويرغبون في الاحتفاظ بالنظام الاقتصادي الرأسمالي من خلال تعزيز دولة الرفاهية والتدخلات الاقتصادية، وذلك لجعل الرأسمالية أكثر «عدالة» دون التشكيك في شرعية نظام الأرباح.